# Takkanah
Un takkanah (plurale takkanot) è un importante atto legislativo all'interno della Halakhah (legge ebraica), il sistema normativo delle leggi del giudaismo. Una takkanah è un emendamento che rivede un'ordinanza che non soddisfa più le esigenze dei tempi o delle circostanze, o che, dedotta da un passo biblico, può essere considerata nuova. È, quindi, l'antitesi della ghezerah. Il termine si applica anche all'istituzione prevista dal decreto.
I Takkanot furono emanati anche al tempo del Secondo Tempio, quelli di origine sconosciuta sono attribuiti a capi precedenti, e sono stati promulgati in tutti i periodi successivi della storia ebraica.

## Introduzione
La legge ebraica classica concedeva ai saggi rabbinici ampi poteri legislativi. Ci sono due potenti strumenti legali all'interno del sistema halakhico:
- Gezeirah: "legislazione preventiva" dei rabbini classici, destinata a prevenire le violazioni dei comandamenti
- Takkanah: "legislazione positiva", pratiche istituite dai rabbini non basate (direttamente) sui comandamenti in quanto tali, ad esempio le mitzvot rabbiniche.

Tuttavia, il termine generale takkanah è usato per riferirsi a gezeirot o takkanot.
I takkanot, in generale, non influenzano o limitano l'osservanza delle mitzvot della Tōrāh. Tuttavia, il Talmud afferma che in casi eccezionali, i saggi ebrei avevano l'autorità di creare una gezeirah anche se "sradicasse un argomento dalla Torah". Nella letteratura talmudica e halakhica classica, questa autorità si riferisce a proibire alcune cose che sarebbero altrimenti sanzionate dalla Bibbia (shev v'al ta'aseh). I rabbini possono decidere di non eseguire un mitzvah, ad esempio soffiando lo Shofar il Shabbat o benedicendo il lulav e l'etrog  lo Shabbat. Questi gezeirot vengono eseguiti per paura che qualcuno possa altrimenti portare gli oggetti menzionati tra casa e la sinagoga, violando così inavvertitamente un Sabbath melakha, un peccato più grande che trascurare la mitzvah vietata.
Un'altra forma rara e limitata di takkanah implicava il superamento dei divieti della Torah. In alcuni casi, i saggi permettevano la violazione temporanea di un divieto al fine di mantenere l'intero sistema ebraico. Questo era parte della base del rapporto di Ester con Assuero.

## Takkanotbiblici
Attribuiti a Mosè:
1. l'osservanza nei giorni santi delle cerimonie peculiari delle feste in questione[2]
2. lettura pubblica della Torah di sabato, giorni santi, Rosh Hodesh e Chol HaMoed[3]
3. la prima benedizione a Birkat Hamazon[4]
4. le otto veglie sacerdotali, quattro di Eleazaro e quattro di Itamar, che Samuele e Davide aumentarono a ventiquattro[5]
5. i sette giorni di festa del matrimonio per una vergine (i festeggiamenti per il matrimonio di una vedova furono poi ordinati per durare tre giorni), e i sette giorni di lutto per i morti[6]

A Giosuè:
1. la seconda benedizione a Birkat Hamazon[4]
2. dieci regolamenti che però non sono takkanot nel senso stretto del termine[7]

A Boaz, antenato di Davide:
1. saluto nel nome di Dio[8]

A re Davide:
1. aumento delle otto veglie dei sacerdoti a ventiquattro (vedi sopra);
2. la recita di 100 benedizioni al giorno[9]
3. la terza benedizione a Birkat Hamazon[4]

A re Salomone:
1. la pratica riguardante l'Eruv[10]
2. il lavaggio delle mani prima di Kiddush, che Shammai e Hillel resero obbligatorio anche per Terumah, mentre le autorità successive lo estesero ad ancora altre occasioni[11]
3. il regolamento relativo all'ingresso nei campi altrui dopo la mietitura (probabilmente emanato anche da Giosuè)[12]

Ai primi profeti:
1. Il canto di Hallel in ogni occasione importante, e soprattutto dopo la fuga dal pericolo[13]
2. l'introduzione di ventiquattro divisioni di laici, corrispondenti alle ventiquattro veglie dei sacerdoti[5]

Ai Profeti prima della distruzione del Tempio di Salomone:
1. pagamento di terumah e decime a Babilonia e nella Terra di Israele[14]
2. pagamento della seconda decima ("ma'aser sheni") nel settimo anno[14]
3. pagamento di essa anche in Egitto, Ammon e Moab[14]
4. pagamento della decima dei poveri ("ma'aser 'ani") anche nel settimo anno[14]

Ai Profeti dopo la distruzione del Tempio:
1. digiuno il settimo di Tammuz, Tisha b'Av, il primo di Tishri e il decimo di Tevet[15]

A Esdra:
1. la lettura di dieci versetti della Torah da parte di tre uomini il lunedì e il giovedì (Bava Kamma 82a)
2. la lettura del Levitico 26:14-46 prima di Shavuot, e del Deuteronomio 28:15-69 prima di Rosh Hashanah
3. sessioni dei tribunali il lunedì e il giovedì[16]
4. il lavaggio dei panni il giovedì[16]
5. mangiare aglio il venerdì[16]
6. alzarsi presto il venerdì mattina per infornare il pane[16]
7. l'uso della cintura da parte delle donne per motivi di modestia[16]
8. obbligo del Mikveh[16]
9. la legge che obbligava i venditori ambulanti ad attraversare la città nel caso vendessero articoli necessari alle donne[16]
10. bagni rituali per coloro che sono diventati impuri (Keri)[16]

## Periodo del Secondo Tempio (escluse le figure bibliche)
Agli uomini della Grande Assemblea:
1. Introduzione di benedizioni, preghiere, Kiddush e Havdalah[17]
2. la recita dello "Shemoneh Esreh" nei giorni feriali;
3. La lettura di Megillat Ester nei villaggi e nelle città senza mura il 14 di Adar e nelle città murate il giorno seguente; banchetti in quei giorni; e l'elemosina[18]
4. L'introduzione di sette benedizioni nella "Tefillah" il sabato e le feste; l'aggiunta di nove benedizioni alla preghiera del mussaf per la luna nuova e Chol HaMoed, e di ventiquattro nei giorni di digiuno[17]
5. Recita delle preghiere:
  1. recita di una serie di preghiere
  2. periodo di durata di ogni preghiera
  3. l'offerta della preghiera quotidiana
  4. tre volte nei giorni feriali,
  5. quattro volte durante lo shabbat, Yom Tov (feste), digiuni e Rosh Chodesh (lune nuove) e
  6. cinque volte durante lo Yom Kippur, il Giorno dell'Espiazione
6. aggiunta del "Magen Avot" dall'Amidah il venerdì sera
7. inchinarsi prima e dopo la prima benedizione ("Avot") e prima e dopo la penultima benedizione ("hoda'ah")[19]

Attribuiti a Giovanni Ircano (135-106 a.C.):
1. Decreto che vieta la recita della preghiera di ringraziamento, Viddui Ma'aser (26:5-10[20]) da parte di coloro che non hanno pagato le decime dovute alla fine del terzo anno[21]
2. la nomina di funzionari per la riscossione delle decime[22]
3. l'uso di anelli nel macello per costringere gli animali a stare fermi[23]
4. divieto di lavorare ai fabbri durante la Chol haMoed[24]

Dalla corte degli Asmonei:
1. Celebrazione della festa di Hanukkah, che inizia il 25 di Kislev[25]
2. Inserimento del nome di Dio negli atti legali[26] (successivamente abrogato)

Dal tribunale dei sacerdoti:
- la figlia di un sacerdote avrà diritto a 300 zuzim in base al suo contratto di matrimonio e la vedova di un sacerdote a 100 zuzim[27]
- la ketubah di una donna in procinto di contrarre un matrimonio levirato per formare un pegno sulla proprietà del suo primo marito; e se non aveva proprietà, quella del levir da appropriarsi[28]
- la ketubah di una vergine sia del valore di 200 zuzim, e quella di una vedova o divorziata, 100 zuzim[29]

Di Shimon ben Shetach :
1. tutti i beni immobili del marito vanno inseriti nel contratto di matrimonio a favore della moglie,[30] ma il primo può impiegare la dote nei suoi affari;
2. frequenza obbligatoria a scuola[30]
3. la dichiarazione che il vetro straniero è impuro[30]

Di Hillel il Vecchio (75 a.C. - 5):
1. Introduzione del Prosbul[31]
2. il denaro per l'acquisto di una casa va depositato nel Tempio; il proprietario originario può pignorarlo con la forza per impedirne il pagamento al venditore prima della scadenza di un anno[32]

Da Gamaliele I (metà del I secolo):
1. La condanna di 2.000 (successivamente aumentati) cubiti di terreno ai testimoni della nuova luna che potevano muoversi liberamente di sabato[33]
2. i nomi completi del marito e della moglie da inserire nell'atto di divorzio[34]
3. le firme dei testimoni all'atto di divorzio[34]
4. una vedova può prendere la quota che le è assicurata dal suo contratto di matrimonio solo dopo che tutte le pretese degli orfani sono state pienamente soddisfatte[34]
5. un atto di divorzio può essere dichiarato nullo solo in presenza del messaggero che lo ha portato, o in presenza della moglie prima che lo abbia ricevuto[35]

## Periodo tannaitico
La maggior parte delle ordinanze di Yohanan ben Zakkai furono promulgate prima della distruzione del Tempio di Gerusalemme. Queste includono:
1. i testimoni della luna nuova devono recarsi nel luogo in cui si riunisce la corte[36]
2. la testimonianza di tali testimoni è da ricevere in qualsiasi momento della giornata[37]
3. non possono profanare il sabato viaggiando, eccetto a Nisan e Tishri, i due mesi più importanti[38]
4. lo shofar da suonare anche di sabato[39]
5. il lulav da far oscillare in tutti e sette i giorni della festa[40]
6. il consumo di grano nuovo è vietato durante l'intera giornata dello sventolamento dell'Omer[40]
7. i sacerdoti non possono indossare sandali quando salgono sul "dukan", o piattaforma, per pronunciare la benedizione[41]
8. un convertito deve depositare un quarto di siclo nel tesoro per poter portare il suo sacrificio quando il Tempio sarà ricostruito (questo è stato abrogato da Johanan b. Zakkai stesso)[42]
9. abolizione del rituale che disciplina i processi per adulterio[23]

Attribuito a Gamaliele II e alla corte di Yavne :
1. L'agricoltura è consentita fino al primo giorno dell'anno sabbatico[43]

Attribuito alla corte di Yavne:
1. la quarta benedizione di Birkat Hamazon, in memoria di coloro che caddero a Betar[4]
2. l'inserimento della preghiera contro gli eretici al tempo di Gamaliele, e, molto più tardi, degli "Adonai Sefatai" prima della "Tefillah".

Dopo la morte di R. Gamaliel il Sinedrio di Yavne sembra si sia spostato a Usha per ragioni che non sono più note, e le basi del suo takkanot sono ugualmente oscure. In considerazione della loro importanza etica, tuttavia, questi decreti divennero presto vincolanti. Erano i seguenti:
1. un uomo deve mantenere i suoi figli minorenni
2. se un uomo trasferisce la sua proprietà ai suoi figli, sia lui che sua moglie ne godono di una rendita a vita
3. è vietato donare in elemosina più di un quinto dei propri beni
4. un padre deve trattare dolcemente suo figlio fino a quando quest'ultimo non raggiunge l'età di dodici anni; ma dopo quell'età può essere severo con lui
5. dopo la morte della moglie il marito può vendere i beni compresi nella sua dote
6. chi attacca un vecchio deve pagare una libbra d'oro per l'offesa
7. delucidazione delle sette ragioni dubbie per cui la terumah diventa inadatta all'uso e deve essere bruciata

Queste ordinanze furono emanate dai rabbini della seconda generazione di tannaim, specialmente Rabbi Ishmael.
Esiste anche un'ordinanza che risale al tempo chiamato periodo della persecuzione religiosa ("shemad"). Quando Adriano emanò il suo decreto che vietava agli ebrei di osservare la loro religione, gli insegnanti, tra cui R. Akiba, R. Tarfon e R. Jose il Galileo, si riunirono in consiglio e convennero che durante il periodo della persecuzione la Legge potesse essere trasgredita sotto tutti i punti di vista, eccettuati i comandamenti relativi all'idolatria, alla castità e alla moralità, sebbene tale norma fosse osservata solo superficialmente e solo quando era necessario per ingannare le spie romane.
Sono state conservate tre ordinanze promulgate da R. Jose ben Halafta (terza generazione di tannaim):
1. durante un funerale i dolenti devono restare in piedi mentre passano coloro che li consolano
2. le donne che vivono in luoghi solitari devono associarsi tra loro, in modo da non attirare l'attenzione e il desiderio malvagio di nessun uomo
3. un bambino accompagnato da sua madre non deve restare indietro sulla strada, per timore che possa subire danni

A R. Judah HaNasi:
1. i messaggeri devono essere inviati ogni mese per annunciare la luna nuova alla diaspora[47]
2. riguardante l'acquisto di campi tra i Sicarii[48]
3. sulle mestruazioni[49]

## Per argomento

### Per quanto riguarda le donne
Le ordinanze del periodo della Mishnah e relative alle donne sono le seguenti:
1. una ragazza orfana sposata durante la sua minorità può lasciare il marito senza un atto di divorzio al raggiungimento della maggiore età[50]
2. il permesso di sposare una ragazza debole[51]
3. una vergine dovrebbe sposarsi di mercoledì[52]
4. varie leggi di purificazione[53]
5. i guadagni della moglie appartengono al marito[54]
6. il marito deve pagare tutte le spese per la malattia della moglie[55]
7. il marito deve riscattare la moglie dalla prigionia[56]
8. il marito deve sostenere le spese di sepoltura della moglie[57]
9. quello che trova la moglie appartiene al marito[58]
10. la vedova ha diritto a rimanere nella casa del marito defunto e a partecipare al reddito[59]
11. le ragazze orfane condividono il reddito del patrimonio del padre fino al raggiungimento della maggiore età[59]
12. gli eredi maschi subentrano nella proprietà della madre, anche dopo la morte del padre[59]
13. la figlia ha diritto a una certa parte del patrimonio del padre come sua dote[60]
14. un atto di divorzio deve essere scritto e firmato in presenza del messaggero che deve consegnarlo[61]
15. la data deve essere indicata in tutti i documenti legali[62]
16. in un atto di divorzio la data deve essere indicata secondo il calendario statale;[63] in seguito fu datato anche secondo l'era della Creazione
17. i testimoni devono firmare un atto di divorzio in presenza l'uno dell'altro[64]
18. introduzione del "geṭ mekushshar" per rendere più difficile il divorzio[65]
19. una donna diventa libera anche se un solo testimone testimonia la morte del marito[66]

### Per la "preservazione dell'ordine del mondo"
Più gli ebrei entravano in contatto con i romani e i persiani, più erano obbligati a mitigare la "legge della lettera nera", e ad introdurre ordinanze della classe qualificate come necessarie "per la conservazione dell'ordine del mondo", o "per amore della pace". I regolamenti di questo tipo, come quelli già citati, risalgono al periodo mishnaico e furono promulgati per motivi di moralità.
1. Un servo mezzo libero può costringere il suo padrone a liberarlo del tutto; ma deve dare una banconota per la metà del suo valore; e questo debito deve essere pagato[67]
2. il riscatto pagato per i detenuti non deve superare la somma consueta[68]
3. ai prigionieri non deve essere permesso di fuggire[68]
4. I Tefillin e altri oggetti sacri non devono essere sottratti ai pagani per un prezzo eccessivo[68]
5. se si vende un terreno in Israele a un pagano, le primizie devono essere confiscate[69]
6. se uno divorzia da sua moglie per immoralità, non potrà mai più riprendersela (ib. 45a);
7. a domanda, chi ha subito un danno riceva il rimborso dal migliore dei beni;[70]
8. se c'è una proprietà senza gravame, nulla può essere preso a pagamento di un debito da un campo che è stato ipotecato[70]
9. la parte meno desiderabile del patrimonio immobiliare degli orfani può essere prelevata a pagamento di debiti[70]
10. la proprietà ipotecata non può essere applicata al piacere o al mantenimento della moglie[70]
11. chi trova qualcosa non deve giurare[70]
12. un tutore non può essere obbligato a prestare giuramento[71]
13. è punita la contaminazione accidentale dei vasi sacri da parte di un laico o del sacerdote nel Tempio[72]

### Per "il bene della pace"
1. La chiamata alla lettura della Tōrāh da effettuarsi in un ordine definito[73]
2. l'eruv (dominio giuridico congiunto per assicurare la libera circolazione durante lo Shabbat) può essere organizzato anche con case non occupate[73]
3. si riempia prima la cisterna più vicina al fiume[73]
4. la caccia include la rapina[74]
5. le cose trovate in possesso di qualcuno a cui normalmente non verrebbero implicano un furto[74]
6. ai poveri è permesso cogliere i frutti dell'albero del vicino, ma prendere ciò che resta per terra è furto[74]
7. anche il Gentile partecipi alla messe dei doni ai poveri[74]

### Facilitare il pentimento
1. Chi ruba una trave e la trasforma in casa deve pagare solo i danni alla trave[75]
2. se un ladro o un usuraio desidera restituire beni o denaro sottratto, non sarà accettato[75]
3. valgono l'acquisto e la vendita da parte di soggetti che non trattano regolarmente le merci in questione, qualora tali soggetti abbiano raggiunto gli anni di maturità, al fine di potersi mantenere[76]
4. se si porta come sacrificio espiatorio un animale rubato prima che si sappia il furto, il sacrificio è valido[75]

### Affaritakkanot
Le ordinanze relative ai procedimenti legali erano molto importanti fintanto che gli ebrei mantenevano il proprio sistema giudiziario nella diaspora. Sono una forma di etica degli affari. Questi includono:

#### Ordinanze relative al commercio
1. È consentito prendere possesso di beni immobili a determinate condizioni[77]
2. i beni mobili possono essere acquisiti solo per possesso effettivo, non per acquisto[78]
3. i beni mobili quando insieme ai beni immobili sono acquisiti mediante acquisto o contratto[79]
4. è lecita l'acquisizione con atto verbale dei tre interessati;[80] questa non è, tuttavia, dichiarata esplicitamente come un'ordinanza
5. un trasferimento verbale di proprietà da parte di chi è moribondo è legalmente vincolante[81]
6. un convertito può essere l'erede di un padre Gentile[82]
7. anche prima di prendere possesso un figlio può disporre di una parte dei beni del padre defunto per sostenere le spese funebri[83]
8. se si acquista inconsapevolmente beni rubati, il proprietario deve restituire il denaro pagato per essi[84]

#### Ordinanze relative al diritto civile
1. Nelle azioni per debiti la testimonianza può essere accettata senza ulteriori accertamenti[85]
2. le azioni per debiti possono essere giudicate anche da giudici che non hanno ancora ricevuto la Semikhah (Sanhedrin)
3. un contratto può essere autenticato solo dai testimoni che lo hanno firmato[86]
4. in forza del contratto il creditore può riscuotere i suoi debiti sia dagli eredi che da chi acquista dal debitore[87]

#### Ordinanze sul giuramento
1. Se un lavoratore chiede il suo salario e il suo datore di lavoro afferma di averlo pagato, il primo deve prestare giuramento prima di poter ottenere il pagamento[88]
2. chi è stato derubato deve prestare giuramento prima di poter recuperare la sua proprietà[88]
3. chi afferma di essere stato ferito da un'altra persona deve prestare giuramento prima di poter recuperare i danni[88]
4. se un dirigente afferma di aver pagato un dipendente, e quest'ultimo lo nega, entrambe le parti prestano giuramento e il datore di lavoro li paga entrambi[88]
5. se un contratto è falsificato dalla moglie o dal creditore, devono prestare giuramento ciascuno prima di poter ricevere il pagamento[89]
6. se un datore di lavoro ha un solo testimone per attestare il pagamento di un contratto, i ricorrenti devono prestare giuramento prima di poter ricevere i loro soldi[90]
7. il denaro dovuto dalla proprietà degli orfani può essere pagato solo sotto giuramento[89]
8. il pagamento dei debiti dei beni ipotecati può essere effettuato solo sotto giuramento[89]
9. il pagamento in assenza del debitore può essere effettuato solo sotto giuramento[89]
10. la liquidazione di un debito mediante beni dedicati al santuario può essere fatta solo sotto giuramento[91]
11. le spese sostenute per i beni della moglie possono essere recuperate solo sotto giuramento[92]
12. se due parti dichiarano ciascuna di aver ricevuto contemporaneamente lo stesso bene, devono prestare giuramento in tal senso[93]
13. se si afferma che un bene a lui affidato gli è stato rubato, deve prestare giuramento in tal senso[94]
14. chi ha inconsapevolmente acquistato beni rubati deve prestare giuramento prima di poter recuperare il proprio denaro[84]
15. se uno ha involontariamente danneggiato la proprietà di un altro, deve prestare giuramento in tal senso prima di poter essere esonerato dal pagamento dei danni[95]

### Relativo alla Pasqua
1. chametz va cercato con una luce alla vigilia del 13 nisan[96]
2. la vigilia di Pasqua si devono mangiare erbe amare, mescolate con il fagiolo bianco[97]
3. bisogna bere quattro calici di vino[98]
4. coloro che partecipano devono sdraiarsi mentre mangiano, in segno di libertà[98]

### Ordinanze varie
1. se un sabato segue una vacanza, viene preparato un eruv tavshilin in modo che il cibo per il sabato possa essere preparato durante la festa[99]
2. Di sabato e nei giorni festivi ci si può muovere liberamente entro un raggio di 2000 cubiti (vedi techum shabbat)[100]
3. il proprietario della proprietà smarrita deve portare testimoni per attestare che non è disonesto, e deve quindi descrivere la sua proprietà prima di aver diritto a recuperarla[101]
4. oggetti smarriti da annunciare in sinagoga[101]

## Ordinanze post-Mishnaiche
L'emanazione di nuove ordinanze non si concluse con il completamento della Mishnah: decreti furono promulgati anche nei periodi amoraico, saborico e geonico della legge ebraica, sebbene le loro date esatte non siano più note. Questi includono:
1. la dote della moglie e i beni mobili degli orfani possono essere presi in pagamento del debito[102]
2. possono essere sequestrati beni mobili per la dote delle ragazze orfane[103]
3. un giuramento è valido nei casi che riguardano beni immobili (Halakot Gedolot, XXII.
4. nessun giuramento può essere prestato sulla Bibbia[104]
5. casi criminali possono essere processati a Babilonia[105]
6. i beni degli orfani possono essere presi per la quota coniugale della moglie[106]
7. il debitore deve prestare giuramento se non è in grado di pagare[107]
8. il debitore deve prestare giuramento se ha obbligato il creditore a farlo[108]
9. una vedova è obbligata a prestare giuramento solo nel caso in cui i beni lasciati in eredità dal marito non siano sufficienti per adempiere al suo contratto di matrimonio[109]
10. nei processi sia i mandanti che i testimoni devono rimanere seduti[110]
11. Il vino fatto dai musulmani non è "issur"[111]
12. il sacerdote per essere il primo chiamato alla lettura della Torah, precedendo anche i Nasi[112]
13. permesso di commerciare con i Gentili durante le loro vacanze[113]
14. il digiuno di Ester[114]
15. l'apostata può redigere atto di divorzio[115]
16. se un samaritano si fidanza con una donna ebrea, deve avere un atto di divorzio prima che qualcun altro possa sposarla[116]
17. 32:11-14[117] deve essere letto nei giorni di digiuno[118]
18. l'interruzione delle prime e delle ultime tre benedizioni dell'Amidah mediante suppliche[119]
19. la recita delle benedizioni mattutine nella sinagoga[120]
20. la recita della benedizione Ahava rabbah al mattino e di Ahavat Olam la sera[121]
21. la recitazione di Baruch Adonai L'Olam in Maariv prima dell'Amidah[122]
22. l'inserimento di 29:10-13[123] nella preghiera del mattino[124]
23. la recita dello "Shema" nella preghiera della Qedushah[125]
24. introduzione della preghiera che inizia con le parole כתר יתנו לך in "Kedushah" di musaf, e le preghiere che iniziano con le parole אז בקול רעש e ממקומך מלכנו in "Kedushah" di Shacharit di Sabbath[126]
25. la recita dei 119:142[127] alla preghiera Minchah del sabato, in ricordo della morte di Mosè[128]
26. la benedizione per la notte degli sposi[129]
27. "Parashat ha-Musafim"[130]

## Nei tempi moderni
Il movimento conservatore consente anche ai suoi leader di emettere takkanot oggi. Esempi di takkanot emessi dal movimento conservatore nei tempi moderni includono il consentire alle donne di contare in un minian e di servire come testimoni a un Beit Din, oltre a rimuovere le restrizioni sul matrimonio Kohen. Anche il Gran Rabbinato israeliano adottò molte di queste ordinanze, sebbene di carattere più moderato, tra cui vari statuti riguardanti il matrimonio e il divorzio.
I rabbini del Marocco hanno tenuto diverse conferenze negli anni 1940 che hanno emanato statuti su vari affari.